# Château du Port de Miré
Le château du Port de Miré est situé en France, dans la commune de Miré, département de Maine-et-Loire, région des Pays-de-la-Loire.

## Histoire
Le château et domaine, comprenant douves et chapelle, a appartenu au XVIIIe siècle à Bernard Jean-Mathurin de la Fosse, dont est issu Bernard-Armand-Jean de Bernard du Port, officier français et chef chouan.

## Propriétaire successifs
- 1508 - Jean Vachereau
- 1646 - Francois de Pennart, époux de Perrine Quatrebarbes
- 1670 - René de Pennart, époux de Marie d'Anthenaise en 1650.
- 1694 - Philippe de Pennart.
- 1772 - Marguerite Ragot, veuve de Jean-François Nepveu de la Harmadière.
- 1773 - Bernard Jean-Mathurin de la Fosse.
- Bernard-Armand-Jean de Bernard du Port (1772-1856).
- 1856 - Jean Constant de Bernard du Port, époux de Mélanie Déan de Saint-Martin, y meurt en 1873.
- 1873 - Jean-René-Romuald de Bernard du Port, zouave pontifical, présent à Castelfidardo en 1860, tué au combat en 1871 à Yvré-l'Évêque.
- 1897-1926 - Francoise-Céleste-Marguerite Tiger de Rouffigny, (née de Bernard du Port), épouse Gustave Tiger de Rouffigny en 1865[2].
- 1932 - Commandant Déan de Saint-Martin et de Luigné, neveu de la précédente, y meurt en 1980.
- 1980 - Vicomtesse Jacques de Saulieu, petite fille du précédent[1].

## Sources
- Dictionnaire dictionnaire historique, géographique et biographique de Maine-et-Loire, Célestin Port.